# Кузнецов, Николай Александрович (Герой Социалистического Труда, 1935)
Никола́й Алекса́ндрович Кузнецо́в (28 октября 1935, Ржаво, Московская область — 20 сентября 2015, Лобня, Московская область) — командир авиаэскадрильи Шереметьевского аэропорта, Герой Социалистического Труда (1976).

## Биография
Родился в селе Ржаво Московской (ныне Тульской) области в семье рабочего. Русский.
После окончания средней школы он поступил в Балашовское военное авиационное училище летчиков и окончил его в 1955 году, но в следующем году в связи с сокращением численности Вооружённых Сил был уволен в запас.
Некоторое время Н. А. Кузнецов работал в Московском транспортном управлении (аэропорт Быково), а в 1961 году перешёл на работу в Шереметьевский аэропорт командиром авиаэскадрильи. В 1968—1971 годах выполнял полёты во Вьетнам. В 1975 году возглавлял группу экипажей по вывозке репатриантов из Анголы в Португалию.
В 1995 году Н. А. Кузнецов вышел на пенсию, но продолжил трудиться в ОАО «Аэрофлот, Международный аэропорт Шереметьево» в отделе авиационных тренажёров в должности старшего инструктора тренажеров.
С 1962 года проживал в городе Лобня Московской области.

## Награды
- Указом Президиума Верховного Совета СССР от 5 марта 1976 года Кузнецову Н. А. присвоено звание Героя Социалистического Труда с вручением ордена Ленина и Золотой медали «Серп и молот» за выдающиеся успехи, достигнутые в выполнении заданий IX пятилетки и социалистических обязательств.
- В 1973 году был награждён орденом Трудового Красного Знамени.